# Сун Джихай
Сун Джихай (на китайски: 孙继海) е китайски футболист, играещ като десен защитник. Най-известен като футболист на Манчестър Сити. Има 80 мача за националния отбор на Китай, с който участва на Световното първенство през 2002 г.

## Кариера
Сун започва кариерата си в Далиан Шиде. Там се утвърждава като един от най-добрите футболисти в страната, печели 4 пъти титлата на Китай и по веднъж Купата и Суперкупата. През 1998 г. Сун Джихай и Фан Джии подписват с Кристъл Палас в Първа английска дивизия и стават първите китайци в английския футбол. Сун играе със статут на преотстъпен и записва 23 срещи за Палас. Отборът завършва сезона в средата на таблицата и Джихай се завръща в Далиан. През 2002 г. преминава в Манчестър Сити за 2 милиона евро. През лятото на същата година участва на Световното първенство в Япония и Южна Корея. В първата среща срещу Коста Рика обаче защитникът получава контузия и не играе в другите 2 мача от групата. Китай отпада в груповата фаза с голова разлика 0:9.
С влизането на Сити във Висшата лига Сун Джихай става титулярен десен бек на отбора. През октомври 2002 г. вкарва първия си гол за тима – срещу Бирмингам Сити. През сезон 2002/03 Сити завършват на 9-а позиция, но получават квота за феърплей, с която играят в Купата на УЕФА. Там Сун записва 5 мача и вкарва 1 гол. Следващия сезон „гражданите“ се представят далеч по-зле, завършвайки на 16-а позиция. През лятото на 2004 г. защитникът получава тежка контузия и пропуска почти целия сезон. Все пак Сун успява да си върне титулярното място до 2007 г., когато треньор става Свен-Йоран Ериксон. Шведският специалист предпочита да залага на Мика Ричардс и Ведран Чорлука.
След края на сезон 2007/08 китаецът преминава в Шефилд Юнайтед. Джихай не успява да се наложи поради зачестилите травми и записва едва 12 мача за клуба в Чемпиъншип. През юли 2009 се завръща в родината си с екипа на Ченджу Блейдс – сателитен отбор на Шефилд Юнайтед. Клубът обаче е изваден от първенството поради скандал за уговорени мачове.
През януари 2010 г. подписва с Гуичжоу Женхъ. Сун става капитан на отбора и помага на тима да се класира за Азиатската Шампионска лига. Джихай играе за Гуичжоу до края на 2014 г., когато договорът му изтича. На 4 февруари 2015 преминава в Чунцин Лифан със свободен трансфер.